# VTS-klassen
VTS-klassen var Søværnets to hurtigtgående afviserfartøjer ved Storebæltsbroen. De to enheder havde basehavn i Slipshavn ved Nyborg.
Et sikkerhedssystem – VTS Storebælt (Vessel Traffic Service Storebælt) – skal sørge for, at broen ikke påsejles. Hvis et skib ser ud til at være på kollisionskurs med broen, vil skibet blive kaldt via radio. Reagerer skibet ikke på dette, ville et fartøj af VTS-klassen blive sendt ud for at forsøge at komme i kontakt med skibet og få det på ret kurs igen. Skibene blev udfaset i 2011 og efterfølgende solgt på auktion.
| Pnt. | Navn | Kølen lagt | Søsat | Indgået | Navngivet af | Skæbne                           | Kaldesignal |
| ---- | ---- | ---------- | ----- | ------- | ------------ | -------------------------------- | ----------- |
| VTS3 | VTS3 | -          | 1997  | 1998    | -            | Solgt på auktion 5. oktober 2011 | OUFA        |
| VTS4 | VTS4 | -          | 1998  | 1998    | -            | Solgt på auktion 5. oktober 2011 | OUFB        |

## Eksterne links
Flådens Historie: VTS klassen

Forsvaret: Afviserfartøjer

Forsvaret: VTS bemanding